# Lochem
Lochem é um município dos Países Baixos, situado na província da Guéldria. Tem 215,94 km² de área e sua população em 2020 foi estimada em 33.847 habitantes.